# 森英介 (詩人)
森 英介（もり えいすけ、本名：佐藤重男、1917年3月13日 - 1951年2月8日）は、日本の詩人。生前はまったく無名であったが、没後に評価されるようになった。

## 来歴
佐藤重男として、1917年（大正6年）3月13日、山形県米沢市に生まれる。1936年（昭和11年）、早稲田大学文学部哲学科に入学するも、1939年（昭和14年）に中退。1940年（昭和15年）、結婚。1941年（昭和16年）に召集され浜松の航空隊に入隊後、青森県三沢基地に転属、病気のため豊橋の陸軍病院に送還され、1943年（昭和18年）に召集解除。長男、次男が生れた後、1945年（昭和20年）の敗戦前に離婚。1946年（昭和21年）9月に総合雑誌『労農』を米沢で創刊（第3号で休刊）。1950年（昭和25年）5月米沢市のカトリック教会で受洗。1951年（昭和26年）2月8日、病気のため34歳で死去。
詩集『地獄の歌 火の聖女』は1951年（昭和26年）、限定200部の私家版として刊行された。土屋輝余子のデッサン3点を掲載。詩人の高村光太郎が寄せた序文で「このやうな詩集を私は未だ嘗て見たことがない。これほど魂のさしせまつた聲を未だ嘗てきいたことがない。」と森の詩業を評価している。
1980年に北洋社から復刻版が刊行され、作家の井上靖、遠藤周作、詩人の田村隆一、村野四郎、井上洋治、早稲田大学同窓の堺誠一郎、松浪信三郎（早稲田大学文学部教授）が、森の生涯と詩業を詳述し再評価した。2000年には詩人の中村不二夫が全国月刊詩誌「詩と思想」で森の詩業について執筆している。

## 詩集
- 『地獄の歌 火の聖女』（私家版、1951年。復刻版、北洋社、1980年）。